# بنیامینو ویگنولا
بنیامینو ویگنولا (انگلیسی: Beniamino Vignola؛ زادهٔ ۱۲ ژوئن ۱۹۵۹) بازیکن فوتبال اهل ایتالیا است.
از باشگاه‌هایی که در آن بازی کرده‌است می‌توان به باشگاه فوتبال هلاس ورونا، باشگاه فوتبال یوونتوس، باشگاه فوتبال امپولی، و باشگاه فوتبال آولینو اشاره کرد.
وی همچنین در تیم ملی فوتبال زیر ۲۱ سال ایتالیا بازی کرده‌است.